# Dueodde fyr
Dueodde Fyr är ett fyrtorn på Dueodde på  Bornholms sydligaste udde.
Fyrtornet uppförde 1962. Det är 47 meter hög och därmed det högsta fyrtornet i Norden. Tidigare fyr från 1878 byggdes med hänsyn till den besvärliga grunden av flygsand med två fyrtorn, en dubbelfyr, något längre in mot land på berggrund. Tornet Dueodde Nord var runt, byggt i granit och 38 meter högt. Tornet på bifyren Dueodde Syd var åttkantigt, 15 meter högt och sammanbyggt med fyrmästarbostaden. 
Det nyare fyrtornet är grundat i flygsanden på 19 pelare av armerad betong, vilka är 14 meter långa. Det åttkantiga tornet göts till 45 meters höjd med kontinuerlig glidformsgjutning. Till tornet användes 300 m3 betong och 50 ton armeringsstål. Fyren har en roterande linsapparat av franskt fabrikat från 1886 med fresnellins. Lysvidden är omkring 35 kilometer.
Fyren var bemannad 1880-1977. Den blev därefter fjärrmanövrerad från Hammer Odde fyr.

## Bildgalleri

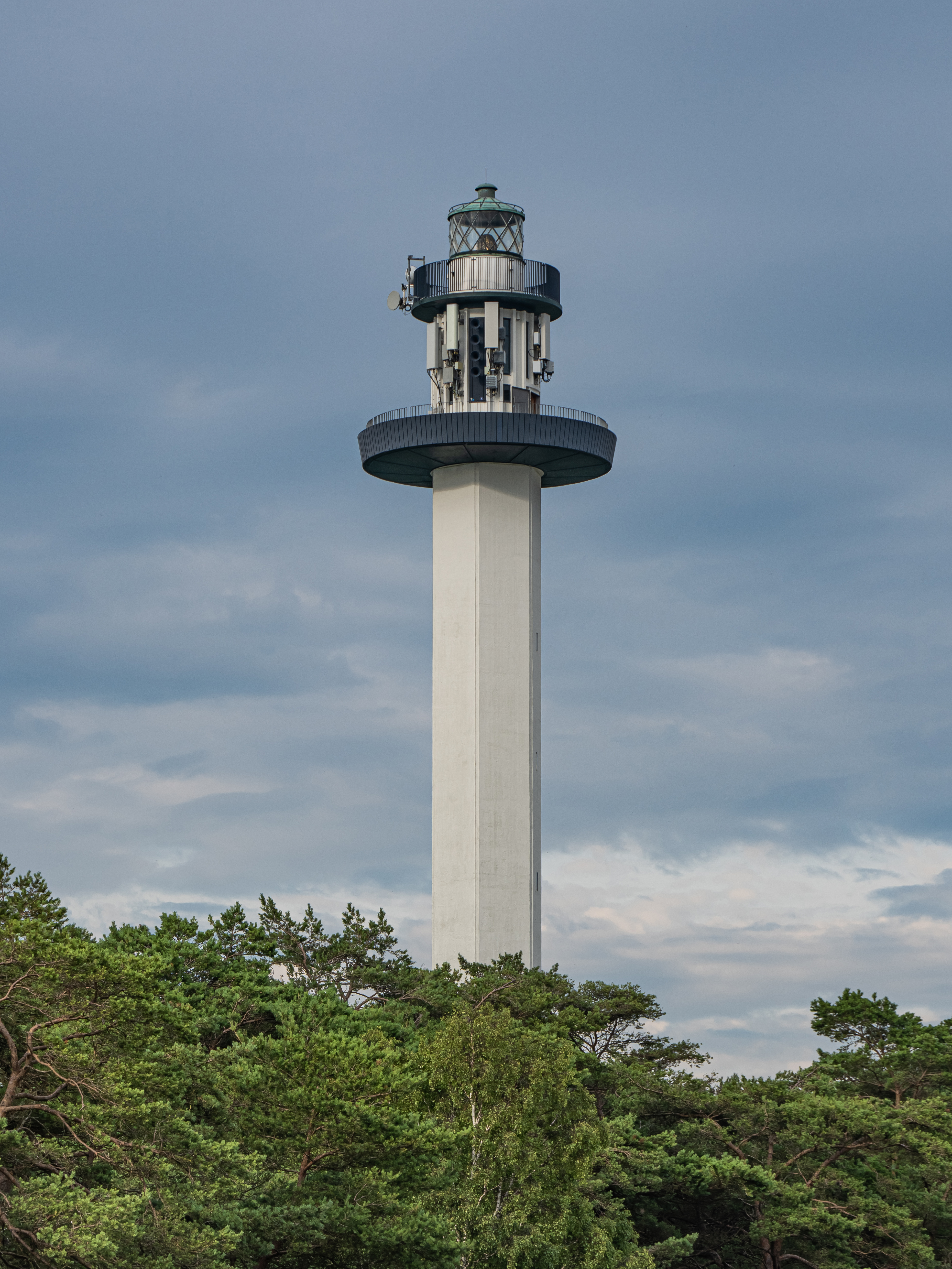
Dueodde fyr
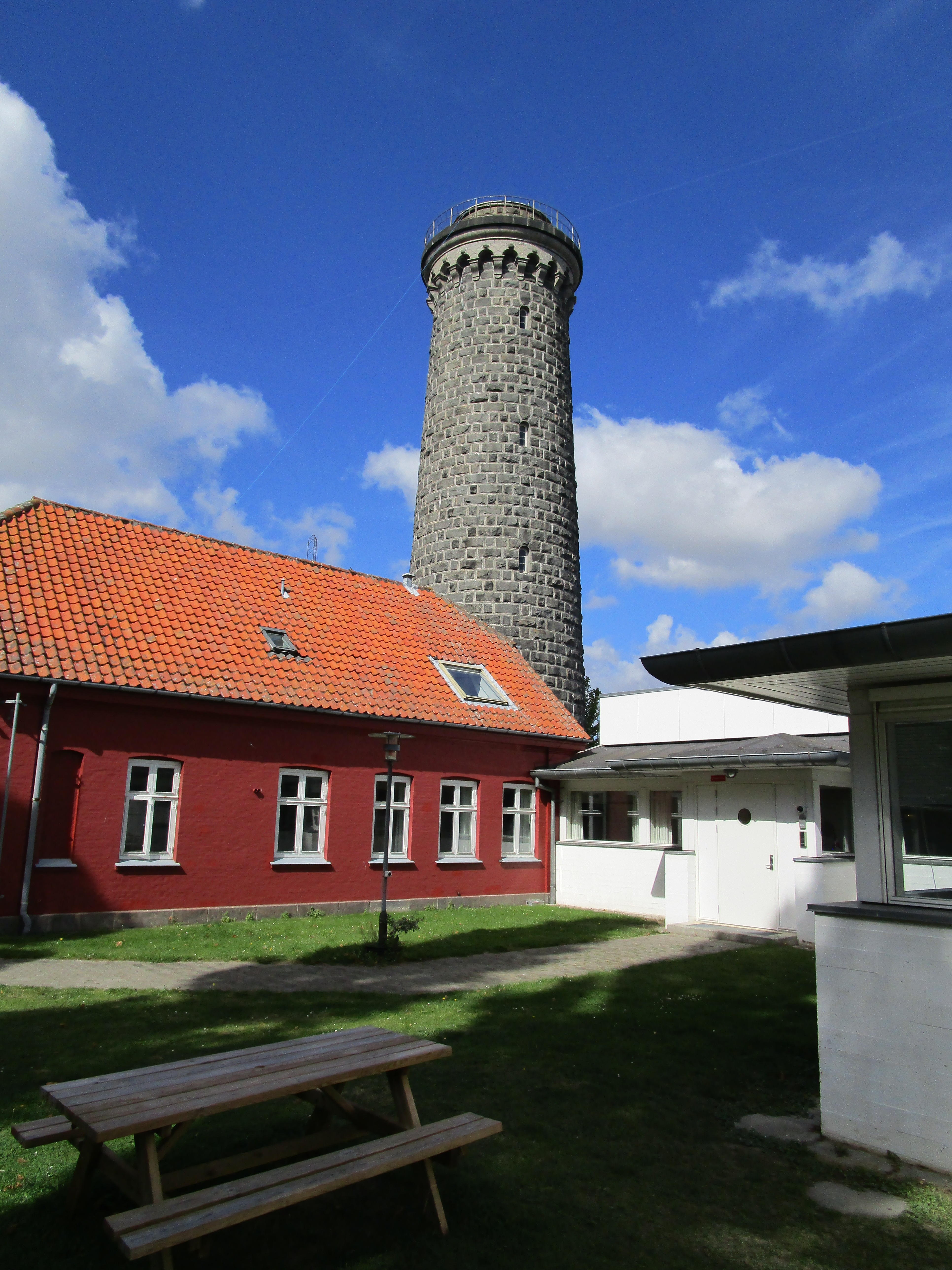
Tidigare fyrtornet Dueodde Nord
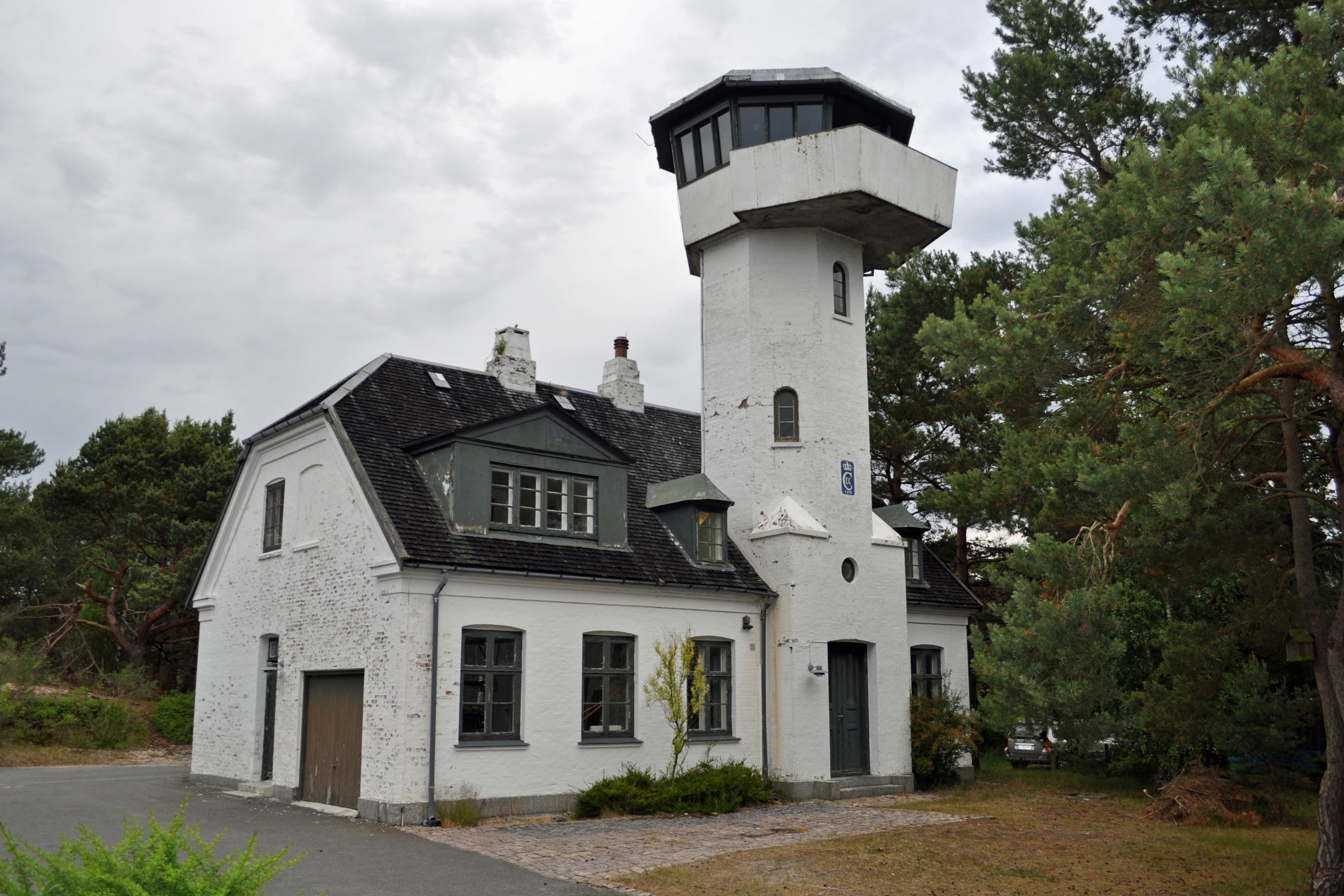
Tidigare fyrtornet Dueodde Syd